# 박찬빈 (축구 선수)
박찬빈(2000년 1월 21일 ~ )는 대한민국의 축구 선수로, 포지션은 공격수이다. 현재 K3리그의 대전 코레일 FC 소속이다.